# Бравин, Николай Михайлович
Николай Михайлович Бравин (настоящая фамилия — Васяткин, 1883—1956) — советский актёр оперетты (баритон), народный артист РСФСР (1954).

## Биография
Родился 13 (25) октября 1883 года в Астрахани.
В 1906 году окончил Астраханское музыкальное училище по классу пения у Р. И. Шпигель-Оленштейн и Л. И. Лавровского-Клюзнера. Затем продолжил своё вокальное образование в Московской консерватории, класс Умберто Мазетти.
Сценическую деятельность Николай Бравин начал в Астрахани в труппе П. Струйского (1906—1907 годы). Затем переехал в Москву и выступал здесь во многих театрах: театре оперетты А. Э. Блюменталь-Тамарина (1908—1909), театре «Буфф» (1909—1910), театре «Эрмитаж» Я. В. Щукина (1910—1915), театре Е. В. Потопчиной (1915—1918), Дмитровском театре оперетты (1922—1927) и Московском театре оперетты (1927—1956). В период Гражданской войны, с 1918 по 1922 годы, Бравин гастролировал в различных театрах на Дальнем Востоке. Впоследствии перебрался в СССР.
После работы в Московском театре оперетты находился на отдыхе. В Москве проживал в Архангельском переулке, 9 и на Дмитровке Большой, 17.
Умер 10 июля 1956 года в Москве. Прах Бравина захоронен в колумбарии Новодевичьего кладбища (секция 112). Вместе с Н. М. Бравиным-Васяткиным похоронена его жена — Васяткина-Бравина Елизавета Васильевна (1884—1959) и другие родственники.

## Творчество
Роли: Адам («Продавец птиц» Целлера), Эдвин и Бони («Сильва» Кальмана), Джим («Роз-Мари» Стотхарта и Фримля), Данило («Весёлая вдова» Легара), Баринкай («Цыганский барон» Штрауса) и др. Был первым исполнителем ряда ролей в опереттах советских композиторов: Батурин («Холопка» Стрельникова, 1932), Назар Дума («Свадьба в Малиновке» Александрова, 1937), Пётр I («Табачный капитан» Щербачёва, 1943), Цезарь Галль («Вольный ветер» Дунаевского, 1946), Берестов («Акулина» Ковнера, 1946). Выступал в концертах.
Среди партнёров Бравина были К. Д. Греков, Р. Ф. Лазарева, З. Л. Светланова, Г. М. Ярон и другие певцы.
Сохранилась аудиозапись спектакля «Фиалка Монмартра» (1955), Бравин в роли генерала Фраскати.

## Семья
Сын — Борис Николаевич Васяткин (1906—1966), секретарь ЦК профсоюза работников искусств, директор Центрального Дома архитекторов, администратор Центрального театра кукол; его жена — Ева Иудовна Курляндская (в первом браке Неклюдова, 1906—2005), сестра советского стоматолога, профессора В. Ю Курляндского.

## Награды
- Награждён орденом Трудового Красного Знамени и медалями.[5]